# Patrik Jerksten
Patrik Jerksten (Patrik J. Sten eller Pat Power), född 19 juli 1974 är en svensk ljudtekniker och trummis.
Patrik har bland annat jobbat för den i metalgenren kända Studio Fredman i Göteborg, där han mixat och producerat åt bland andra The Haunted,  Firewind och Susperia.
Från och med 2006 fram till oktober 2018 spelade Patrik trummor i heavy metalbandet Dream Evil under artistnamnet Pat Power.
Patrik spelade även trummor i det svenska nu-metalbandet Passenger fram till sista turnén 2004 efter vilket bandet upplöstes. 
Patrik spelar gitarr i bandet Crawl Back To Zero vilket han var med och bildade och spelar i sedan 2016.   
Crawl Back To Zero släppte första singeln Deadweight Februari 2018 och albumet World Turned Cold på långfredagen 2018.   